# Unidade de Mobilidade Extraveicular

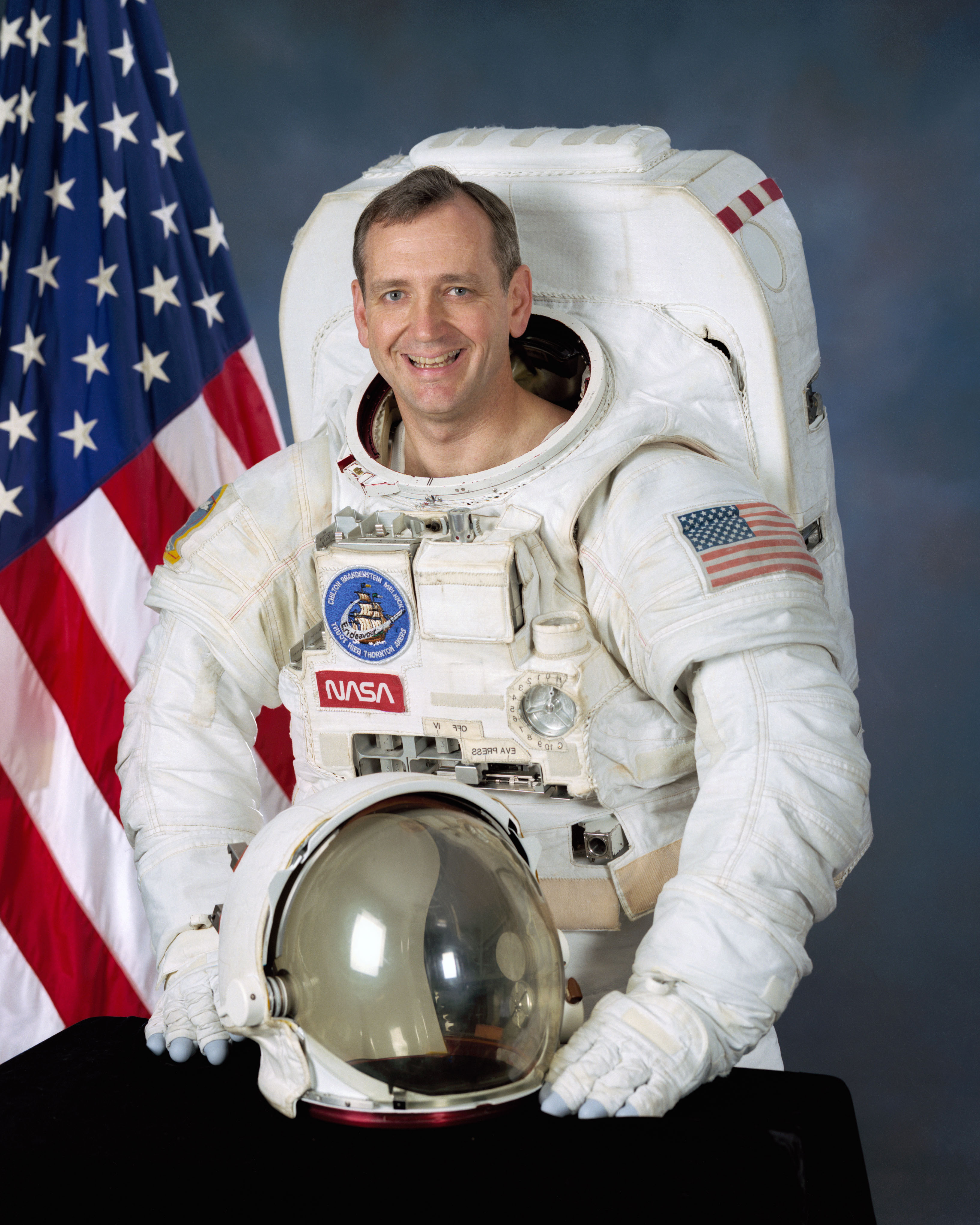
Astronauta Thomas Akers, da NASA

A Unidade de Mobilidade Extraveicular, também conhecida por EMU (do inglês Extravehicular Mobility Unit); usado nas missões da Estação Espacial Internacional e nos ônibus espaciais, é um sistema antropomórfico que fornece proteção contra o ambiente espacial, mobilidiade, sustento das condições de vida e comunicação com a equipe ônibus espacial ou da ISS durante uma actividade extraveicular (EVA) na órbita da Terra. É atualmente uma das duas roupas espaciais usada pelas equipes da ISS, sendo a outra, de fabricação russa, o traje espacial Orlan.
Constiste em dois subsistemas principais: a sustentação da vida (LSS) e o conjunto do traje espacial (SSA). A integração de ambos permite que os astronautas trabalhem com conforto e segurança durante as EVA's no espaço; pesa aproximadamente 130 quilos, suas AEVs estão programadas para 7 horas (6 horas da própria AEV, 15 minutos para entrada e saída do módulo pressurizado e 30 minutos de reserva). Sua quantidade de uso é estimada em 25 AEVs.